# Krasimir Vasiliev
Krasimir Vasiliev  (Bulgaars: Красимир Василев) (Dobrich, 6 april 1974) is een Bulgaars voormalig wielrenner die zijn gehele loopbaan bij Portugese ploegen reed.

## Belangrijkste overwinningen
1999
- 1e etappe GP van Minho

2003
- 3e etappe Ronde van Normandië

2006
- 9e etappe Ronde van Portugal
- 3e etappe Ronde van Bulgarije

2010
- 5e etappe Ronde van Bulgarije
- Eindklassement Ronde van Bulgarije